# Фурий
Фури́й (фр. Fourilles) — коммуна во Франции, находится в регионе Овернь. Департамент коммуны — Алье. Входит в состав кантона Шантель. Округ коммуны — Мулен.
Код INSEE коммуны — 03116.

## Население
Население коммуны на 2008 год составляло 207 человек.
| 1962 | 1968 | 1975 | 1982 | 1990 | 1999 | 2008 |
| ---- | ---- | ---- | ---- | ---- | ---- | ---- |
| 251  | 264  | 237  | 198  | 194  | 188  | 207  |

## Экономика
В 2007 году среди 122 человек в трудоспособном возрасте (15—64 лет) 83 были экономически активными, 39 — неактивными (показатель активности — 68,0 %, в 1999 году было 73,1 %). Из 83 активных работали 74 человека (41 мужчина и 33 женщины), безработных было 9 (4 мужчин и 5 женщин). Среди 39 неактивных 7 человек были учащимися или студентами, 21 — пенсионерами, 11 были неактивными по другим причинам.